# James Joseph Sylvester
James Joseph Sylvester, född 3 september 1814 i London, död 15 mars 1897, var en brittisk matematiker, verksam som professor vid Oxford. 

## Biografi
Sylvester hette ursprungligen bara James Joseph men lade, liksom sin bror, till ett extra namn när brodern emigrerade till Amerika. Enligt dåtida amerikansk lag var alla tvungna att ha ett förnamn, ett mellannamn och ett efternamn. Sylvester hade ingen spikrak akademisk karriär. Han studerade som ung under Augustus De Morgan men  relegerades för att ha stulit en kniv från skolköket i syfte att attackera en annan student. 
Han fick dock en ny chans på annan ort men fick ingen akademisk examen i matematik då han inte var medlem i den anglikanska kyrkan. Sylvester började då studera juridik och undervisa i andra naturvetenskapliga ämnen. Florence Nightingale var under en tidsperiod en av hans studenter. Efter en sejour i USA där han blev en av de första större matematikerna verksamma i Amerika flyttade han tillbaka till Storbritannien och fick till slut sin professur i matematik.
Inspirerad av George Boole inledde Sylvester tillsammans med Arthur Cayley forskning kring särskilda funktioner som var koefficienter till särskilda polynom och lade  grunden till invariantteorin, heltalspartition och kombinatorik. Sylvester lyckades även ensam utforma ett bevis för tröghetslagen av kvadratiska former.
Sylvesters sats, Sylvesters talföljd och Sylvesterdomäner är uppkallade efter honom. År 1901 uppkallade Royal Society ett pris för matematisk forskning efter Sylvester.